# Mydaea nervicincta
Mydaea nervicincta är en tvåvingeart som först beskrevs av Stein 1914.  Mydaea nervicincta ingår i släktet Mydaea och familjen husflugor.
Artens utbredningsområde är Tanzania. Inga underarter finns listade i Catalogue of Life.